# Elis Corneliuson
Elis Reinhold Corneliuson, född 16 mars 1881 i Kinnarumma församling, Älvsborgs län, död 15 mars 1957 i Hörby församling, Malmöhus län, var en svensk präst. Han var svärfar till Gösta Rignell. 
Efter studentexamen 1900 avlade Corneliuson teoretisk teologisk examen 1903, praktisk teologisk examen samma år, prästexamen 1904 och prästvigdes samma år. Han blev pastorsadjunkt i Ingelstorps församling 1904, i Frillestads församling 1906, vice pastor i Glemminge församling 1907, i Vinslövs och i Oderljunga församling samma år, vice komminister i Sankt Johannes församling i Stockholm 1907, i Klara församling, Stockholm, 1910–16, kyrkoherde i Hörby och Lyby församlingar från 1916 och var kontraktsprost i Frosta kontrakt 1931–51. 
Corneliuson var lärare vid olika skolor 1907–16 samt inspektor vid kommunala mellanskolan i Hörby köping 1919 och vid samrealskolan från 1933. Han var bland annat ordförande i föreläsningsföreningens styrelse 1916–37 och i Frostakretsen av Allmänna Svenska Prästföreningen, ledamot av kommunalfullmäktige. Han var en av stiftarna av Lunds teologiska sällskap och dess vice ordförande ett flertal år.